# Charles O'Bannon
Charles Edward O'Bannon (Bellflower, 22 febbraio 1975) è un ex cestista statunitense, professionista nella NBA, in Europa e in Asia. È il fratello di Ed O'Bannon.

## Carriera
È stato selezionato dai Detroit Pistons al secondo giro del Draft NBA 1997 (31ª scelta assoluta).

## Palmarès

### Squadra
- Campione NCAA (1995)
- Campionato italiano: 1

Pall. Treviso: 2002-03
- Supercoppa polacca: 1

Śląsk Breslavia: 1999

### Individuale
- McDonald's All-American Game (1993)